# Česká fonetická transkripce
Česká fonetická transkripce je transkripce určena Čechům, kteří jsou se zvukovým systémem češtiny seznámeni. V takovém případě se aplikují určitá zjednodušení, avšak ta stále musí splňovat požadavky transkripční soustavy. Zároveň by jakékoli zjednodušení nemělo popírat fonetickou realitu. 
Pro mezinárodní srovnávání se ve fonetice a fonologii využívá Mezinárodní fonetická abeceda (tj. IPA) navrhnutá Mezinárodní fonetickou asociací. Česká transkripce by s IPA neměla být v konfliktu. Není proto vhodné trvat na předválečných tradičních zápisech, ve kterých docházelo k nevhodnému zaznamenávání neznělosti či slabikotvornosti souhlásek.V české transkripci přetrvává tato diakritika [r̥] jako znak pro slabikotvornost, ovšem IPA tu samou diakritiku využívá pro zápis neznělosti, proto se doporučuje využívat kolmici [r̩]. Další problematické jevy jsou uvedeny níže.

## Vokály
V případě zápisu vokálů lze zjednodušovat pouze v případě e-ových. Pokud transkripce není využita k účelům mezinárodní komparace, může se využít zápis [e] a [eː] namísto [ɛ] a [ɛː] v přepisu dle IPA.
Jestliže chceme, aby transkripční zápis odpovídal současné výslovnosti češtiny, lze zjednodušit zápis i-ových vokálů. Jak potvrdily výzkumy (např. Skarnitzl, 2012), krátké [ɪ] se kvalitativně odlišuje od svého dlouhého protějšku [iː]. Přepis [i–iː] proto alespoň pro standardní češtinu není vhodný, ačkoli jej mnoho jazykovědců stále využívá. Ve většině moravských dialektů kontrast mezi i-ovými vokály spočívá pouze v trvání a přepisuje se [i]–[iː].

### Porovnání
| IPA               | Česká transkripce | IPA               | Česká transkripce | IPA      | Česká transkripce |
| Krátké samohlásky | Krátké samohlásky | Dlouhé samohlásky | Dlouhé samohlásky | Diftongy | Diftongy          |
| ----------------- | ----------------- | ----------------- | ----------------- | -------- | ----------------- |
| ɪ                 | ɪ                 | iː                | iː                |          |                   |
| ɛ                 | e                 | ɛː                | eː                | ɛ͡u       | e͡u                |
| a                 | a                 | aː                | aː                | a͡u       | a͡u                |
| o                 | o                 | oː                | oː                | o͡u       | o͡u                |
| u                 | u                 | uː                | uː                |          |                   |

## Konsonanty
K větší míře zjednodušení dochází u konsonantů. Děje se tak především u těch, které v ortografickém zápisu obsahují diakritiku. Lze tedy při transkripci napsat ť, ď, š, ž, č, d͡ž, ň, ř či ř̥. Dle IPA zůstane nadále [ŋ], jako velární varianta fonému /n/, a [ɣ], jako znělá varianta /x/.
Komplikovanější situace je u znaků [ʒ] a [ǯ], které byly kdysi využívány českou transkripční soustavou pro zápis znělé varianty /c č/. Z dnešního pohledu však využívání těchto znaků není zcela transparentní, jelikož v IPA je [ʒ] užívání pro foném /ž/. Pro znělé /c č/ je vhodnější využít zápis [d͡z d͡ž].
Také se objevují případy, kdy uživatelé zapíší foném /x/ jeho ortografickým zápisem, tedy ch. Tento zápis však neodpovídá požadavkům, kterým mají transkripční soustavy odpovídat, a považuje se nesprávný.

### Porovnání
| IPA       | Česká transkripce | IPA    | Česká transkripce | IPA       | Česká transkripce | IPA      | Česká transkripce | IPA                   | Česká transkripce     |
| Explozivy | Explozivy         | Nazály | Nazály            | Frikativy | Frikativy         | Afrikáty | Afrikáty          | Aproximanty           | Aproximanty           |
| --------- | ----------------- | ------ | ----------------- | --------- | ----------------- | -------- | ----------------- | --------------------- | --------------------- |
| p         | p                 | m      | m                 | f         | f                 | t͡s       | c                 | j                     | j                     |
| b         | b                 | ɱ      | ɱ                 | v         | v                 | d͡z       | d͡z                | Laterální aproximanty | Laterální aproximanty |
| t         | t                 | n      | n                 | s         | s                 | t͡ʃ       | č                 | l                     | l                     |
| d         | d                 | ɲ      | ň                 | z         | z                 | d͡ʒ       | d͡ž                | Vibranty              | Vibranty              |
| c         | ť                 | ŋ      | ŋ                 | ʃ         | š                 |          |                   | r                     | r                     |
| ɟ         | ď                 |        |                   | ʒ         | ž                 |          |                   | Frikativní vibranty   | Frikativní vibranty   |
| k         | k                 |        |                   | x         | x                 |          |                   | r̝                     | ř                     |
| ɡ         | ɡ                 |        |                   | ɣ         | ɣ                 |          |                   | r̝̊                     | ř̥                     |
|           |                   |        |                   | ɦ         | h                 |          |                   |                       |                       |